# Fosfateren

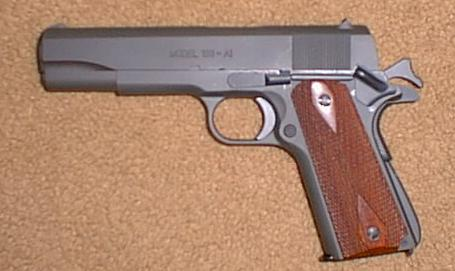
Een .45 Colt met fosfaatlaag

Fosfateren is een chemisch proces dat een laag onoplosbare fosfaten op een metaaloppervlak aanbrengt. Omdat de toplaag van het basismateriaal geen metaal meer bevat, reageert het anders dan het oorspronkelijke metaaloppervlak. Een dergelijke laag noemt men ook wel conversielaag. De fosfaatlaag heeft goede hechting- en corrosiewerende eigenschappen. Het fosfateerproces kan niet worden gebruikt bij metalen als messing, koper of roestvast staal.

## Onderverdeling
Het fosfateerproces kan onderverdeeld worden in:
- IJzerfosfateren; inwerking van een zwakzure fosfaathoudende vloeistof op het staaloppervlak. Op andere metalen ontstaat géén ijzerfosfaatlaag. De kleur van de fosfaatlaag is grijs tot blauwzwart.

- Zinkfosfateren; inwerking van verdund fosforzuur waaraan zink en acceleratoren (reactieversnellers) zijn toegevoegd op het metaaloppervlak. Dit proces is ook geschikt voor aluminium en verzinkt staal. Bij zinkfosfateren kunnen dikkere lagen ontstaan dan bij ijzerfosfateren. Na zinkfosfateren wordt meestal een passiveerbehandeling toegepast.

- Aluminiumfosfateren; inwerking van chromaten, fosfaten en fluoriden op het aluminium oppervlak. De kleur van de fosfaten is meestal groen.

- Mangaanfosfateren of maganeren; inwerking van mangaanfosfaat en verdund fosforzuur op het metaaloppervlak. De kleur van het fosfaat is donkerbruin tot zwart.

## Proces
Bij het fosfateren wordt het metalen deel ondergedompeld, besproeid of met een borstel voorzien van metaal-fosfaat-oplossing.
De reactievergelijking is als volgt weer te geven:
2 Fe(s) + Fe3+(aq) + 3 H2PO4−(aq) → 3 FePO4(s) + 3 H2(g)

## Toepassingen
- Bescherming tegen corrosie
- Hechtingsverbeteraar voor lakken en lijmen
- Glijlaag ten behoeve van het persen van staalplaat
- Slijtlaag voor bewegende delen van machines